# Paul Laurence Dunbar
Paul Laurence Dunbar (27 de junio de 1872-9 de febrero de 1906) fue un poeta, novelista y dramaturgo estadounidense de fines del siglo XIX y comienzos del siglo XX. Nacido en Dayton, Ohio, de padres que habían sido esclavos en Kentucky antes de la Guerra de Secesión, Dunbar comenzó a escribir cuando era niño y fue presidente de la sociedad literaria de su escuela secundaria. Publicó sus primeros poemas a la edad de 16 años en un periódico de Dayton.
Gran parte de la obra más popular en el curso de su vida fue escrita en el Inglés Vernacular Negro (IVN) asociado al sur de preguerra. Su trabajo fue elogiado por William Dean Howells, un destacado crítico asociado al Harper Semanal, y Dunbar fue uno de los primeros escritores afroamericanos en establecer una reputación nacional. Escribió las letras para la comedia musical In Dahomey (1903), el primer musical totalmente afroamericano producido en el Broadway; el musical también estuvo de gira en los Estados Unidos y en el Reino Unido.
Dunbar además escribió en inglés convencional en otras poesías y novelas; desde fines del siglo XX, los estudiosos se han interesado más en estas obras. Aquejado por la tuberculosis, Dunbar murió a la edad de 33 años. 

## Biografía

### Primeros años
Paul Laurence Dunbar nació en el 311 de Howard Street en Dayton, Ohio, el 27 de junio de 1872, de padres que habían sido esclavos en Kentucky antes de la Guerra de Secesión. Después de haberse emancipado, su madre Matilda se había trasladado a Dayton con otros miembros de la familia, incluyendo a sus dos hijos Robert y William de su primer matrimonio. El padre de Dunbar, Joshua, se había escapado de la esclavitud en Kentucky antes de que terminara la guerra. Él viajó a Massachusetts y se ofreció como voluntario para el 55º Regimiento de Infantería de Massachusetts, una de las dos primeras unidades negras para servir en la guerra. El Principal Dunbar también sirvió en el Quinto Regimiento de Caballería de Massachusetts. Paul Dunbar nació seis meses después de que Joshua y Matilda se casaran en la víspera de Navidad de 1871.
Los padres de Dunbar comenzaron a tener problemas maritales unos meses después del nacimiento de su hijo. También tuvieron una hija juntos, que Joshua ignoró. Debido a sus problemas, Matilda tomó a todos sus hijos y lo abandonó. Joshua Dunbar murió el 16 de agosto de 1885 cuando su hijo Paul tenía 12 años.
Dunbar escribió su primer poema a la edad de seis años y dio su primer recital en público a los nueve. Su madre Matilda lo ayudó en sus estudios, después de haber aprendido a leer expresamente para tal propósito. A menudo leía la Biblia con él, y pensó que podría convertirse en ministro de la Iglesia Episcopal Metodista Africana. Esta fue la primera denominación negra independiente, fundada en Filadelfia a comienzos del siglo XIX.
Dunbar fue el único estudiante afroamericano durante sus años en la Escuela Secundaria Central en Dayton. Bien aceptado, fue elegido como presidente de la sociedad literaria de la escuela, y se convirtió en el editor del periódico escolar.

### Carrera como escritor
A los 16 años, Dunbar publicó "Nuestros soldados martirizados" y "En el río" en 1888 en el periódico de Dayton The Herald. En 1890 Dunbar escribió y editó The Tattler, primer periódico afroamericano semanal de Dayton. Fue impreso por la nueva compañía de sus conocidos de la escuela secundaria, los hermanos Wright. El periódico duró seis semanas.
Después de completar su educación formal en 1891, Dunbar tomó un trabajo como operador de elevador, ganando un salario de cuatro dólares a la semana. Él había tenido la esperanza de ir a estudiar derecho, pero no fue capaz de hacerlo debido a las limitadas finanzas de su madre, y estaba restringido en el trabajo debido a la discriminación racial. El año siguiente, Dunbar pidió a los hermanos Wright para publicar sus poemas dialectales en forma de libro, pero los hermanos no tenían una instalación que pudiera imprimir libros. Ellos le sugirieron que fuera a la casa de publicaciones de la Iglesia de los Hermanos Unidos en Cristo que,  en 1893, imprimió la primera colección de poesía de Dunbar, El roble y la hiedra. Dunbar subvencionó la impresión de su libro, y rápidamente recuperó su inversión en dos semanas vendiendo copias personalmente, a menudo para pasajeros en su ascensor.
La sección más extensa del libro, la sección "Roble", consistió en verso tradicional, mientras que la sección más breve, la "Hiedra", contó con poemas ligeros escritos en dialecto. El trabajo atrajo la atención de James Whitcomb Riley, el popular "Poeta Hoosier ". Ambos, Riley and Dunbar, escribieron poemas tanto en Inglés estándar como en dialecto.
Sus dones fueron reconocidos y hombres mayores se acercaron a ayudarlo. Attorney Charles A. Thatcher se ofreció a ayudarlo con la Universidad, pero Dunbar quiso persistir con la escritura, ya que se sentía alentado por las ventas de sus poesías. Thatcher ayudó a promocionar a Dunbar, organizando el trabajo de lectura de su poesía en la ciudad más grande de Toledo en "librerías y encuentros literarios." Además, el psiquiatra Henry A. Tobey se interesó y asistió a Dunbar, ayudando a distribuir su primer libro en Toledo y, a veces, ofreciéndole ayuda financiera. Juntos, Thatcher y Tobey apoyaron la publicación de la segunda colección de poesía de Dunbar,  Mayores y Menores  (1896).
A pesar de la publicación frecuente de poemas y de dar en ocasiones lecturas públicas, Dunbar tenía dificultades para mantenerse a sí mismo y a su madre. Muchos de sus esfuerzos fueron impagos y él era un gastador imprudente, lo que lo dejó endeudado a mediados de la década de 1890.
El 27 de junio de 1896 el novelista, editor y crítico William Dean Howells, que estaba asociado con el prominente The Atlantic ubicado en Boston, publicó una favorable revisión del segundo libro de Dunbar, Mayores y Menores. La influencia de Howells provocó una atención nacional hacia la escritura del poeta. Aunque Howell elogió el "pensamiento honesto y verdadero sentimiento" en los poemas tradicionales de Dunbar, destacó particularmente los poemas dialectales. La nueva fama literaria habilitó a Dunbar a publicar sus dos primeros libros como el volumen recopilado,  Letras de vida modesta , que incluía una introducción de Howells.
Dunbar mantuvo una amistad de por vida con los hermanos Wright. A través de su poesía, conoció y se asoció con líderes negros Frederick Douglass y Booker T. Washington. También se convirtió en amigo de Brand Whitlock, un periodista en Toledo que pasó a trabajar en Chicago, a continuación, pasó a formar parte del gobierno del Estado y tuvo una carrera política y diplomática.
A finales de la década de 1890, Dunbar comenzó a explorar el relato corto y formas de novela; en esta última, con frecuencia aparecen personajes blancos y la sociedad.

### Trabajo posterior

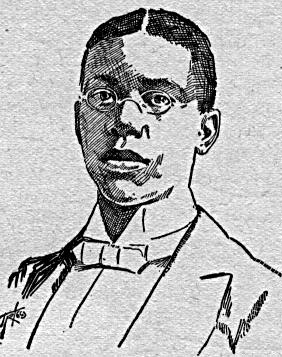
1897 boceto por Norman B. Wood

Dunbar fue prolífico durante su relativamente corta carrera: escribió una docena de libros de poesía, cuatro libros de cuentos, cuatro novelas, letras para un musical y una obra de teatro.
Su primera colección de historias cortas Folks From Dixie (1898), una a veces "un duro examen de los prejuicios raciales", tuvo favorables revisiones.
Este no fue el caso de su primera novela  El innombrado  (1898), que los críticos describen como "aburrida y poco convincente". Dunbar exploró las luchas espirituales de un ministro blanco, Frederick Brent, que había sido abandonado por su padre alcohólico y criado por una solterona blanca y virtuosa, Hester Prime. (Tanto el nombre del ministro como el de la mujer recuerdan al de Nathaniel Hawthorne The Scarlet Letter, cuya protagonista se llama Hester Prynne.) Con esta novela, Dunbar ha sido señalado como uno de los primeros afroamericanos en cruzar la "línea de color" por escribir una obra solo de la sociedad blanca, pero los críticos se quejaron de su manejo de la materia, no era su tema. La novela no fue un éxito comercial.
Las próximas dos novelas de Dunbar también exploraron vidas y cuestiones en la cultura blanca, y los críticos las encontraron carentes.
En colaboración con el compositor Will Marion Cook y Jesse A. Shipp, quien escribió el libreto, Dunbar escribió las letras para In Dahomey, el primer musical escrito y realizado enteramente por afroamericanos. Fue producido en el Broadway en 1903; la comedia musical recorrió con éxito Inglaterra y los Estados Unidos durante un período de cuatro años y fue una de las producciones teatrales más exitosas de su tiempo.
Los ensayos y poemas de Dunbar se publicaron ampliamente en las principales revistas de la época, incluyendo el Harper's Weekly, el The Saturday Evening Post, el Denver Post, Current Literature y otros. A lo largo de su vida, comentaristas señalaron que a menudo Dunbar parecía ser puramente negro africano, en un momento en que muchos miembros destacados de la comunidad afroamericana fueron notoriamente de Multiracial, a menudo con considerables ancestros europeos.
En 1897 Dunbar viajó a Inglaterra para un tour literario; recitó sus obras en el circuito de Londres. Se reunió con el joven compositor negro, Samuel Coleridge-Taylor, quien puso algunos de los poemas de Dunbar en música. Coleridge-Taylor fue influenciado por Dunbar para usar canciones y melodías negras africanas y americanas en composiciones futuras. En ese momento también vivía en Londres el dramaturgo afroamericano Henry Francis Downing, quien organizó un recital conjunto de Dunbar y Coleridge-Taylor, bajo el patrocinio de John Milton Hay, el embajador de Estados Unidos en Gran Bretaña. Downing también presentó a Dunbar en Londres, mientras que el poeta trabajaba en su primera novela,  El innombrado  (1898).

### Matrimonio y deterioro en su salud

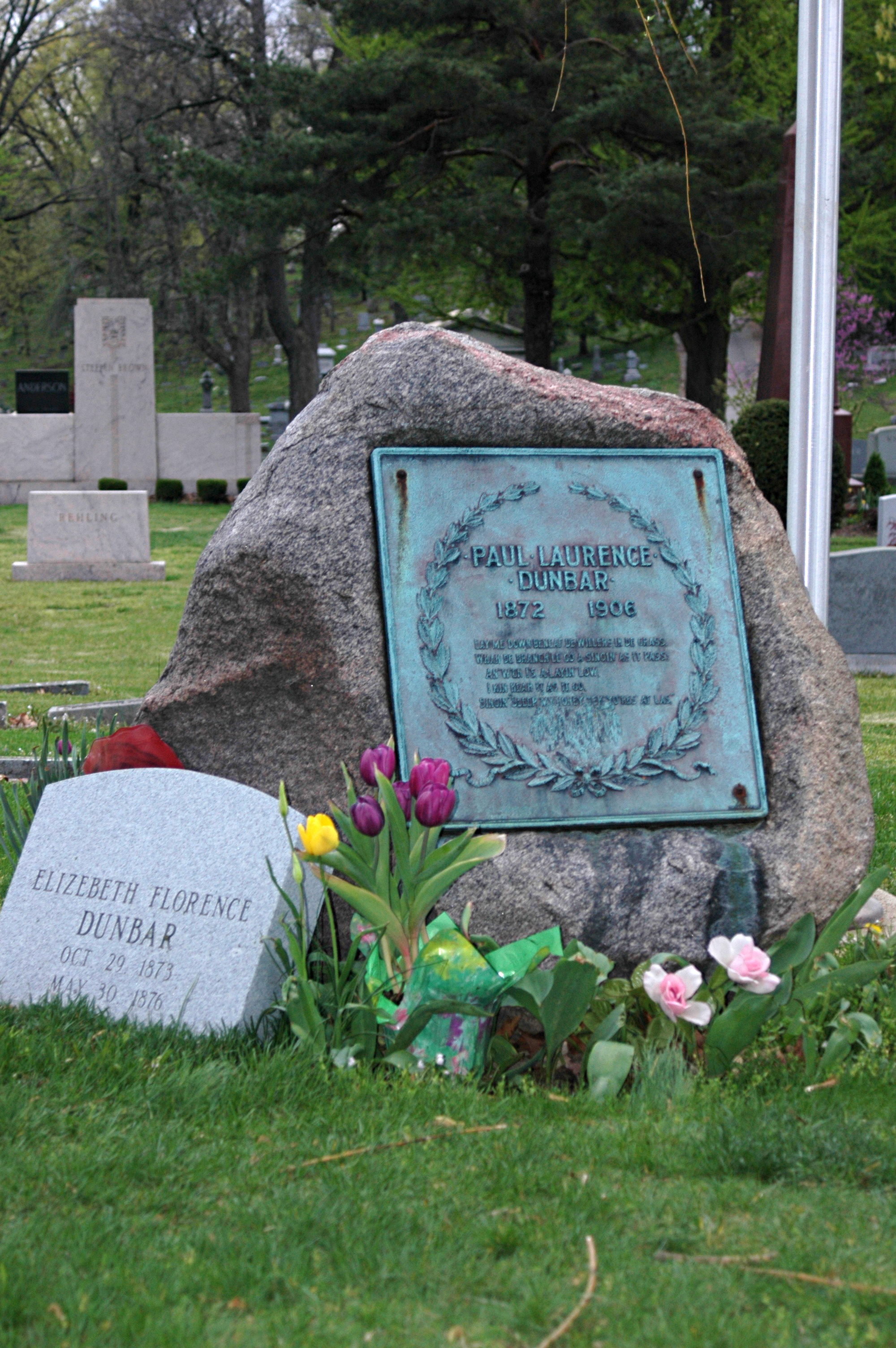
Tumba de Dunbar en el Cementerio Woodland

Después de volver del Reino Unido, Dunbar se casó con Alice Dunbar-Nelson el 6 de marzo de 1898. Ella era una profesora y poeta de Nueva Orleans a quien había conocido tres años antes. Dunbar la llamó "la niña más dulce e inteligente que jamás he visto". Graduada en la Straight University (ahora Dillard University), una histórica universidad negra, Moore es mejor conocida por su relato corto titulado "Las violetas". Ella y su esposo además escribieron libros de poesía como obras en común. Una reseña de su amor, vida y matrimonio fue retratada en El roble y la hiedra, una obra de teatro de 2001 de Kathleen McGhee-Anderson.
En octubre de 1897 Dunbar tomó un trabajo en la Biblioteca del Congreso de Estados Unidos en Washington, DC. Él y su esposa se mudaron a la capital, donde vivieron en el confortable vecindario LeDroit Park, Washington, D.C.. Bajo la insistencia de su esposa, Dunbar pronto dejó el trabajo para concentrarse en su escritura, que él promovió a través de lecturas públicas.
En 1900, fue diagnosticado con tuberculosis (TB), en ese entonces a menudo fatal, y sus doctores le recomendaron beber whisky para aliviar los síntomas. Por consejo de sus médicos, se mudó a Colorado con su esposa, ya que el aire frío y seco de la montaña era considerado favorable para los pacientes con tuberculosis. Dunbar y su esposa se separaron en 1902, pero nunca se divorciaron. La Depresión y el debilitamiento de su salud lo llevaron a depender del alcohol, lo que dañó aún más su salud.
Dunbar regresó a Dayton en 1904 junto con su madre. Murió de tuberculosis el 9 de febrero de 1906, a la edad de 33 años. Fue enterrado en el Cementerio Woodland de Dayton.

## Estilo literario
El trabajo de Dunbar es conocido por su colorido lenguaje y el tono coloquial, con una estructura retórica brillante. Esos rasgos fueron adaptados adecuadamente a la capacidad de puesta a punto de escribir sobre Carrie Jacobs-Bond (1862–1946), con quien colaboró.

### El uso del dialecto
Dunbar escribió gran parte de su obra en inglés convencional, mientras que usó el inglés vernacular afroamericano (dialecto Negro) para algunas de ellas. Dunbar sintió que había algo sospechoso en la comercialización de los poemas dialectales, como si los afrodescendientes se limitaran a una forma restringida de expresión no asociada con la clase culta. Un entrevistador informó que Dunbar dijo, "estoy cansado, muy cansado del dialecto", aunque también es citado diciendo, "mi discurso natural es dialecto" y "mi amor es para las obras afrodescendientes".
Dunbar acredita a William Dean Howells con la promoción de éxito inicial, pero fue desalentado por el estímulo de la crítica para que se concentrara en la poesía dialectal. Enojado porque los editores se negaron a imprimir sus poemas más tradicionales, acusó a Howells de "[hacerle] un daño irrevocable, en ese dictamen él tiró abajo mi verso dialectal." Dunbar continuaba en una tradición literaria que usaba dialecto negro; sus predecesores incluyen escritores como Mark Twain, Joel Chandler Harris, y George Washington Cable.
Dos breves ejemplos del trabajo de Dunbar, el primero en inglés estándar y el segundo en dialecto, muestran la diversidad de la obra del poeta:
(De "Dreams")
What dreams we have and how they fly
Like rosy clouds across the sky;
Of wealth, of fame, of sure success,
Of love that comes to cheer and bless;
And how they wither, how they fade,
The waning wealth, the jilting jade -
The fame that for a moment gleams,
Then flies forever, - dreams, ah - dreams!
(De "Sueños") 
Qué sueños tenemos y cómo vuelan
Como nubes sonrosadas a través del cielo;
De riqueza, de fama, de éxito seguro,
De amor que venga a animar y bendecir;
Y cómo se marchitan, cómo se desvanecen,
La riqueza menguante, el jade abandonado -
La fama que por un momento brilla, 
Entonces vuelan para siempre, - los sueños, ah - sueños!

(De "A Warm Day In Winter")
"Sunshine on de medders,
Greenness on de way;
Dat's de blessed reason
I sing all de day."
Look hyeah! What you axing'?
What meks me so merry?
 'Spect to see me sighin'
W'en hit's wa'm in Febawary?

## Revisión crítica y legado

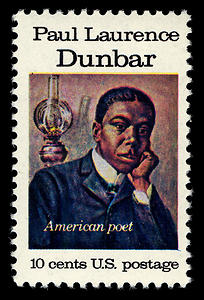
Dunbar en un sello postal de EE.UU., 1975.

Dunbar se convirtió en el primer poeta afroamericano en ganar la distinción nacional y la aceptación. El New York Times lo llamó "un verdadero cantante de la gente - blancos o afrodescendientes." Frederick Douglass una vez se refirió a Dunbar como, "uno de los cantores más dulces que su carrera ha producido y un hombre de quien [he hoped] grandes cosas."
Su amigo y escritor James Weldon Johnson elogió fuertemente a Dunbar, escribiendo en The Book of American Negro Poetry:
"Paul Laurence Dunbar se destaca como el primer poeta de raza afrodescendiente en los Estados Unidos que mostró una maestría combinada sobre el material poético y la técnica poética, para revelar la distinción literaria innata en lo que escribió con el fin de mantener un alto nivel de  rendimiento. Fue el primero en elevarse a la altura desde donde podía tomar una vista en perspectiva de su propia raza. Fue el primero en ver objetivamente  su humor, sus supersticiones, sus defectos, el primero en sentir simpatía por sus heridas del corazón, sus anhelos, sus aspiraciones y para la voz de todos en una forma puramente literaria."
Esta colección fue publicada en 1931, siguiendo el Harlem Renaissance, lo que llevó a una gran proliferación de obras literarias y artísticas de afrodescendientes. Ellos exploraron nuevos temas, expresaron ideas acerca de la vida urbana y la migración hacia el Norte. En sus escritos, Johnson también criticó a Dunbar por sus poemas dialectales, diciendo que habían fomentado estereotipos de los afrodescendientes como cómicos o patéticos, y reforzó la restricción de que ellos solo escriben escenas de la vida pre-bélica en las plantaciones del Sur.
Dunbar ha continuado influyendo en otros escritores, letristas y compositores. El compositor William Grant Still utilizó fragmentos desde cuatro poemas dialectales de Dunbar como epígrafes de los cuatro movimientos de su Sinfonía No. 1 en La-bemol, "Afroamericano" (1930). Al año siguiente fue su estreno, la primera sinfonía de un afroamericano realizado por una importante orquesta para un público estadounidense.
Maya Angelou tituló su autobiografía, Sé por qué canta el pájaro enjaulado (1969), a partir un verso del poema de Dunbar "Simpatía", por sugerencia del músico de jazz y activista Abbey Lincoln. Angelou dijo que las obras de Dumbar habían inspirado su "ambición de escritura." Ella retoma en muchos de sus escritos el tópico del esclavo encadenado a través del símbolo del pájaro enjaulado.

## Poesía
- El roble y la hiedra (1892)[32]
- Mayores y menores (1896)[32]
- Letras de vida modesta (1896)[32]
- "Usamos la máscara" (1896)[32]
- Cuando Malindy canta (1896)
- Poemas de cabaña y campo (1899)

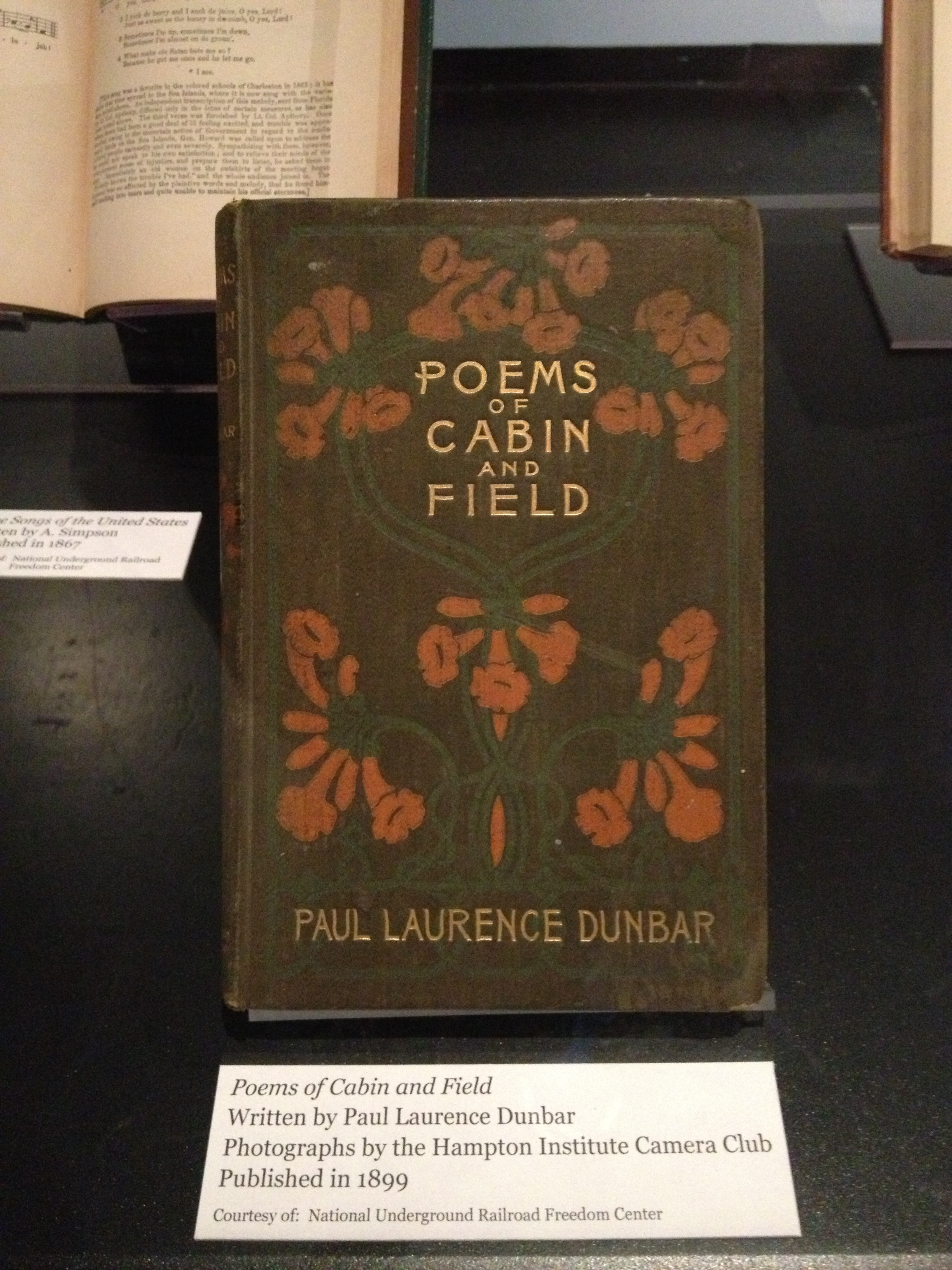
Edición de 1899 de Poemas de cabaña y campo

- Letras del Hearthside (publicado en 1902, con copyright de 1899)
- El roble atormentado (1900)
- En viejos días de plantación (1903)[32]
- Letras de sol y sombra (1905)[32]

## Relatos cortos y novelas
- La gente de Dixie (1898), colección de relatos cortos[5]
- El corazón de Happy Hollow: una colección de historias
- La fuerza de Gideón y otros cuentos (1900).
- El innombrado (1898), novela, disponible en el Proyecto Gutenberg.
- El amor de Landry "fue considerada poco convincente en su presentación de los personajes blancos y fue desestimada como inferior respecto de los cuentos de Dunbar sobre los negros."[5]
- Los fanáticos, "sobre Estados Unidos a principios de la Guerra Civil. Sus personajes centrales son de familias blancas que difieren en sus simpatías Norte-Sur y la chispa de una disputa en su comunidad de Ohio. Los fanáticos fue un fracaso comercial tras su publicación , y en los años siguientes continuó siendo considerada como una obra superficial, no convincente en gran medida."[5]
- El deporte de los Dioses (1902), novela.

## Artículos
- Dunbar, "Negros americanos representativos", en El problema Negro, por Booker T. Washington, et al.

## En la cultura popular
- La canción de vodevil de Dunbar ¿Quién que dice 'pollo' en esta multitud? puede haber influido en el desarrollo de "¿Quién qué? ¿Quién qué? ¿Quién qué? ¿Quién va a decir que los Saints vencieron?", el popular cántico asociado con el equipo de fútbol New Orleans Saints.[33]

## Legado y reconocimiento
- Su casa en Dayton, Ohio, se ha preservado como "La casa de Paul Laurence Dunbar", un sitio histórico del estado que se incluye en el Parque Histórico Nacional del Patrimonio Aeronáutico de Dayton, administrado por el Servicio Nacional de Parques.[34]
- Su residencia en de LeDroit Park en Washington, DC, sigue en pie.
- La biblioteca de la Universidad Estatal Wright conserva muchos de los papeles de Dunbar.
- En 2002, Molefi Kete Asante incluyó a Paul Laurence Dunbar en su lista de los 100 Mejores Afroamericanos.[35]

Numerosas escuelas y lugares han sido nombrados en honor a Dunbar. Estos incluyen:
-Escuelas inferiores:
- Dunbar Artes Creativas y Escénicas Magnet School (Mobile, Alabama)
- Escuelas secundarias Dunbar (vciudades vaias, incluyendo Dayton, Ohio y la Escuela Secundaria de Washington, DC)
- Escuelas primarias Dunbar (Atlanta, Georgia; Memphis, Tennessee; y Forest City,  Kansas City, Kansas;  Carolina del Norte)
- Escuelas intermedias Dunbar (Little Rock, Arkansas and Lynchburg, Virginia)
- Paul Laurence Dunbar J.H.S 120/M.S. 301 (Bronx, NY)

-Edificios universitarios:
- Biblioteca Paul Laurence Dunbar en la Universidad Estatal Wright (Dayton, Ohio)

-Otras instituciones:
- Hospital Dunbar (Detroit, Míchigan)
- Paul Laurence Dunbar Lancaster-Keist Branch Library (Dallas, Texas)
- Hotel Dunbar (Los Angeles, California)
- Dunbar Park (Chicago, Illinois)
- Paul Laurence Dunbar Lodge #19 (Brockton, Massachusetts)

### Trabajos citados
- Alexander, Eleanor C. Lyrics of Sunshine and Shadow: The Tragic Courtship and Marriage of Paul Laurence Dunbar and Alice Ruth Moore. New York: New York University Press, 2001. ISBN 0-8147-0696-7.
- Best, Felton O. Crossing the Color Line: A Biography of Paul Laurence Dunbar, 1872-1906. Kendall/Hunt Pub. Co., 1996. ISBN 0-7872-2234-8.
- Nettels, Elsa. Language, Race, and Social Class in Howells's America. University Press of Kentucky, 1988. ISBN 0-8131-1629-5.
- Wagner, Jean. Black Poets of the United States: From Paul Laurence Dunbar to Langston Hughes. University of Illinois Press, 1973. ISBN 0-252-00341-1.

## Lecturas complementarias
- Lida Keck Wiggins, The Life and Works of Paul Lawrence Dunbar (enlace roto disponible en Internet Archive; véase el historial, la primera versión y la última)., Winston-Derek, 1992. ISBN 1-55523-473-9.